# Воронежская ТЭЦ-1
Воронежская ТЭЦ-1 — теплоэлектроцентраль, расположенная в Воронеже, входящая в состав АО «Квадра». Установленная электрическая мощность — 378,3 МВт, тепловая мощность — 1389,3 Гкал/час. Численность сотрудников – 430 человек.
25 октября 1933 года состоялся пуск первой мощной электростанции столицы Черноземья – ВоронежскойТЭЦ-1 (до 1959 года ВОГРЭС). В этот день турбогенератор новой станции был синхронизирован и включён в параллельную работу со старой городской электростанцией по линиям электропередач 35 киловольт, приняв на себя первую рабочую нагрузку.
Сегодня на ТЭЦ постоянно ведутся работы по модернизации и увеличению мощности. В последние несколько лет были внедрены информационная автоматизированная система управления технологическим процессом; начали работу две установки очистки воды методом обратного осмоса. В этот же период проведена реконструкция газового оборудования котлов с применением системы управления газовыми горелками «АМАКС».
В рамках договора предоставления мощности в феврале 2020 года на Воронежской ТЭЦ-1 ввели в эксплуатацию парогазовую установку электрической мощностью 240,3 МВт и тепловой 208,3 Гкал/час. В составе нового энергоблока объединены – четыре газотурбинные установки, четыре котла-утилизатора и две паровые турбины.
Основным топливом является природный газ, резервным – мазут. Перевод станции на сжигание газового топлива значительно повысил надёжность работы оборудования.
Воронежская ТЭЦ-1 – крупнейший поставщик тепловой энергии для жилых домов и крупных предприятий города. Станция обеспечивает тепловой энергией четыре района города – Левобережный, Железнодорожный, Ленинский и Центральный, а также более тысячи предприятий, в том числе крупнейший воронежский завод – Воронежсинтезкаучук.

## Перечень основного оборудования
| Агрегат                                    | Тип                    | Изготовитель                                                                       | Количество | Ввод в эксплуатацию | Основные характеристики | Основные характеристики | Источники   |
| Агрегат                                    | Тип                    | Изготовитель                                                                       | Количество | Ввод в эксплуатацию | Параметр                | Значение                | Источники   |
| ------------------------------------------ | ---------------------- | ---------------------------------------------------------------------------------- | ---------- | ------------------- | ----------------------- | ----------------------- | ----------- |
| Оборудование паротурбинных установок       |                        |                                                                                    |            |                     |                         |                         |             |
| Паровой котёл                              | ТП-170                 | Таганрогский котельный завод «Красный котельщик»                                   | 1          | 1956 г.             | Топливо                 | газ                     | [ 2 ]       |
| Паровой котёл                              | ТП-170                 | Таганрогский котельный завод «Красный котельщик»                                   | 1          | 1956 г.             | Производительность      | 170 т/ч                 | [ 2 ]       |
| Паровой котёл                              | ТП-170                 | Таганрогский котельный завод «Красный котельщик»                                   | 1          | 1956 г.             | Параметры пара          | 100 кгс/см2, 510 °С     | [ 2 ]       |
| Паровой котёл                              | БКЗ-160-100ГМ          | Барнаульский котельный завод, Сибэнергомаш (ОАО), г. Барнаул                       | 6          | 1965—1982 г.        | Топливо                 | газ, мазут              | [ 2 ]       |
| Паровой котёл                              | БКЗ-160-100ГМ          | Барнаульский котельный завод, Сибэнергомаш (ОАО), г. Барнаул                       | 6          | 1965—1982 г.        | Производительность      | 160 т/ч                 | [ 2 ]       |
| Паровой котёл                              | БКЗ-160-100ГМ          | Барнаульский котельный завод, Сибэнергомаш (ОАО), г. Барнаул                       | 6          | 1965—1982 г.        | Параметры пара          | 100 кгс/см2, 520 °С     | [ 2 ]       |
| Паровой котёл                              | Е 160-1,4-300-ГМ       | Барнаульский котельный завод, Сибэнергомаш (ОАО), г. Барнаул                       | 1          | 1999 г.             | Топливо                 | газ, мазут              | [ 2 ]       |
| Паровой котёл                              | Е 160-1,4-300-ГМ       | Барнаульский котельный завод, Сибэнергомаш (ОАО), г. Барнаул                       | 1          | 1999 г.             | Производительность      | 160 т/ч                 | [ 2 ]       |
| Паровой котёл                              | Е 160-1,4-300-ГМ       | Барнаульский котельный завод, Сибэнергомаш (ОАО), г. Барнаул                       | 1          | 1999 г.             | Параметры пара          | 14 кгс/см2, 300 °С      | [ 2 ]       |
| Паровая турбина                            | ПТ-30-90/10М           | Турбомоторный завод (ОАО), г. Екатеринбург                                         | 3          | 1953—1956 г.        | Установленная мощность  | 30 МВт                  | [ 2 ]       |
| Паровая турбина                            | ПТ-30-90/10М           | Турбомоторный завод (ОАО), г. Екатеринбург                                         | 3          | 1953—1956 г.        | Тепловая нагрузка       | 88 Гкал/ч               | [ 2 ]       |
| Паровая турбина                            | Р-14(20)-90/10         | Турбомоторный завод (ОАО), г. Екатеринбург                                         | 2          | 1965 г. 1969 г.     | Установленная мощность  | 14 МВт                  | [ 2 ]       |
| Паровая турбина                            | Р-14(20)-90/10         | Турбомоторный завод (ОАО), г. Екатеринбург                                         | 2          | 1965 г. 1969 г.     | Тепловая нагрузка       | 71 Гкал/ч               | [ 2 ]       |
| Паровая турбина                            | ПР-20(25)-90/10/09М    | Калужский турбинный завод (ОАО), г. Калуга                                         | 1          | 1982 г.             | Установленная мощность  | 20 МВт                  | [ 2 ]       |
| Паровая турбина                            | ПР-20(25)-90/10/09М    | Калужский турбинный завод (ОАО), г. Калуга                                         | 1          | 1982 г.             | Тепловая нагрузка       | 57 Гкал/ч               | [ 2 ]       |
| Водогрейное оборудование                   |                        |                                                                                    |            |                     |                         |                         |             |
| Водогрейный котёл                          | ПТВМ-100               | Бийский котельный завод Дорогобужский котельный завод Белгородский котельный завод | 6          | 1964—1986 г.        | Топливо                 | газ, мазут              | [ 2 ]       |
| Водогрейный котёл                          | ПТВМ-100               | Бийский котельный завод Дорогобужский котельный завод Белгородский котельный завод | 6          | 1964—1986 г.        | Тепловая мощность       | 90 Гкал/ч               | [ 2 ]       |
| Оборудование парогазовой установки ПГУ-223 |                        |                                                                                    |            |                     |                         |                         |             |
| Газовая турбина                            | LM6000 PD Sprint       | General Electric                                                                   | 4          | 2020                | Топливо                 | газ                     | [ 3 ] [ 4 ] |
| Газовая турбина                            | LM6000 PD Sprint       | General Electric                                                                   | 4          | 2020                | Установленная мощность  | 45,85 МВт               | [ 3 ] [ 4 ] |
| Газовая турбина                            | LM6000 PD Sprint       | General Electric                                                                   | 4          | 2020                | tвыхлопа                | 440—500 °C              | [ 3 ] [ 4 ] |
| Котёл-утилизатор                           | Пр 75-4.0-440Д (ПК 95) | ЗиО-Подольск                                                                       | 4          | 2020                | Производительность      | 75 т/ч                  | [ 3 ] [ 5 ] |
| Котёл-утилизатор                           | Пр 75-4.0-440Д (ПК 95) | ЗиО-Подольск                                                                       | 4          | 2020                | Параметры пара          | 40 кгс/см2, 440 °С      | [ 3 ] [ 5 ] |
| Котёл-утилизатор                           | Пр 75-4.0-440Д (ПК 95) | ЗиО-Подольск                                                                       | 4          | 2020                | Тепловая мощность       | 50 Гкал/ч               | [ 3 ] [ 5 ] |
| Паровая турбина                            | ПТ-25/34-3,4/1,3       | Калужский турбинный завод                                                          | 2          | 2020                | Установленная мощность  | 28,45 МВт               | [ 3 ]       |
| Паровая турбина                            | ПТ-25/34-3,4/1,3       | Калужский турбинный завод                                                          | 2          | 2020                | Тепловая нагрузка       | 84, 15 Гкал/ч           | [ 3 ]       |